# Evoluzione degli insetti

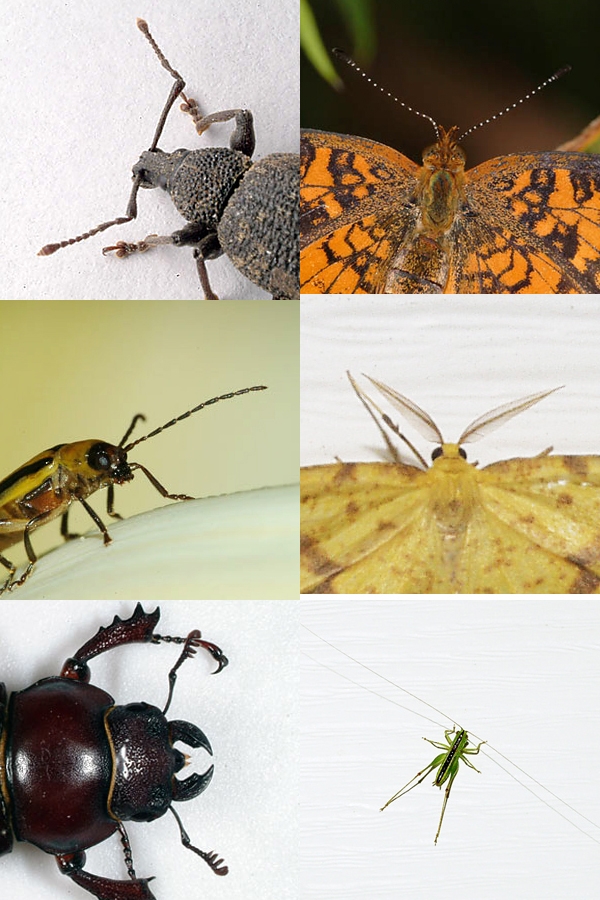
L'evoluzione ha prodotto una straordinaria diversità tra gli insetti. Nell'immagine alcune delle possibili forme di antenne.

L'evoluzione degli insetti data almeno dal periodo Devoniano, epoca a cui risale il più antico fossile di insetto rinvenuto, Rhyniognatha hirsti, la cui età è stimata fra i 407 e i 396 milioni di anni. Durante la storia della terra, il clima è cambiato numerose volte, influenzando la diversità degli insetti. Gli Pterigoti subirono una massiccia estinzione durante il Carbonifero, mentre gli Endopterigoti subirono un'altra grave estinzione nel Permiano. I sopravvissuti a queste estinzioni di massa sono evoluti durante il Triassico in quelli che sono essenzialmente gli insetti moderni. Molte famiglie di insetti attuali apparvero nel Giurassico e durante il Cretaceo numerosi generi si svilupparono o apparvero. Si pensa che nel Terziario già esistesse la maggior parte dei generi di insetti moderni; molti degli insetti racchiusi nell'ambra fossile appartengono di fatto a generi contemporanei. La diversificazione degli insetti avvenne in soli 100 milioni di anni, raggiungendo la varietà di specie esistenti oggigiorno.

## Filogenetica
Le relazioni filogenetiche tra insetti ed altri gruppi animali rimangono incerte. Sebbene essi vengano tradizionalmente associati ai Myriapoda, sono emerse prove a favore di un più vicino legame filogenetico con i Crostacei. Secondo la teoria Pancrustacea, gli insetti formerebbero infatti un clade naturale monofiletico con Remipedia e Malacostraca. Dal mese di novembre 2014 si sa in effetti, e senza ambiguità, che gli insetti costituiscono un clade, con i chilopodi e i diplopodi come cladi più prossimi. Lo studio genetico ha chiarito la filogenetica degli insetti per tutti gli ordini, fornendo così una base per stimare l'evoluzione degli insetti.
Il più antico insetto fossile conosciuto è Rhyniognatha hirsti, risalente al Devoniano, circa 396-407 milioni di anni fa.
Questa specie possedeva già delle mandibole bicondilari, peculiarità degli insetti alati, suggerendo che le ali si fossero già evolute in quel periodo. Di conseguenza, il primo insetto sarebbe probabilmente apparso in un periodo antecedente, cioè nel Siluriano.
L'origine delle ali degli insetti rimane comunque ignota, poiché i primi insetti alati finora conosciuti apparivano già capaci di librarsi in volo. Inoltre, alcuni insetti estinti possedevano sul primo segmento del torace un punto d'attacco per un ulteriore paio d'ali, da addizionare alle altre due coppie. Per il momento nulla suggerisce che gli insetti possano aver avuto successo anche prima della comparsa delle ali.
Gli ordini presenti tra il tardo Carbonifero ed il Permiano inferiore includono sia gruppi di elevata longevità attualmente presenti, sia forme tipiche del Paleozoico. A queste ultime appartengono alcune "libellule giganti", la cui apertura alare di 55–70 cm li rende gli insetti più grandi finora esistiti (Meganeura monyi). Questo gigantismo potrebbe essere spiegato dall'alto livello di ossigeno atmosferico di quell'epoca, che aumentò l'efficienza respiratoria rispetto ad oggi. Un altro fattore poteva essere l'assenza di vertebrati volanti competitori e la conseguente presenza di nicchie ecologiche vuote da poter occupare liberamente.
Molti ordini di insetti esistenti si svilupparono durante il Permiano, 270 milioni di anni fa, anche se alla fine di questo periodo si verificò una grande estinzione di massa che provocò la scomparsa di vari gruppi primitivi.
Nel Cretaceo si assiste al successo degli Imenotteri, sebbene la loro diversificazione avvenne più recentemente, nel Cenozoico. L'evoluzione ed il successo di molti gruppi di insetti, annoverabili tra i cosiddetti Insetti pronubi si verificò in concomitanza con lo sviluppo delle piante a fiore (Angiosperme), con le quali si sono stabiliti dei rapporti ecologici di stretta interdipendenza, talora di tipo simbiotico.
Durante il Cenozoico si svilupparono molti generi di insetti moderni, alcuni di essi spesso ritrovati in perfette condizioni all'interno dell'ambra e così comparati più facilmente con le specie attuali. La disciplina biologica che studia gli insetti fossili viene detta paleoentomologia.

### Coevoluzione
Gli insetti furono i primi tra gli erbivori terrestri ed i principali agenti selettivi delle piante, le quali svilupparono delle difese chimiche contro di essi. Di conseguenza, la selezione naturale spinse questi animali ad acquisire meccanismi per neutralizzare le tossine vegetali, per poi usare a loro volta la difesa chimica, sotto forma di tossine o di sostanze repellenti, per proteggersi dai loro predatori. In alcuni insetti, l'esistenza di queste difese chimiche sono manifestate con la presenza di vivaci colori di avvertimento. Col trascorrere del tempo si è instaurato un importante processo di coevoluzione che ha generato una sempre più stretta interazione tra gli insetti e le specie vegetali, culminando spesso in rapporti mutualistici che hanno necessariamente incrementato la reciproca dipendenza. Un chiaro esempio è l'impollinazione entomofila attuata dagli insetti pronubi.

## Storia evolutiva
Se il Paleozoico può essere chiamato l'"età dei trilobiti", allora l'era seguente può essere chiamata l'"età degli insetti". Insetti fossili si registrano sin da 400 milioni di anni fa, i Pterygota (insetti alati) subirono un'estinzione di massa nel Carbonifero e gli Endopterygota subirono un'altra grave estinzione nel Permiano. I sopravvissuti a queste estinzioni di massa sono evoluti durante il Triassico in quelli che sono essenzialmente gli insetti moderni.
L'evoluzione degli insetti è caratterizzata da un rapido adattamento all'ambiente e da una conseguente elevata fecondità. Questa caratteristica ha permesso agli insetti di riprendersi dopo estinzioni di massa ed occupare tutte le nicchie ecologiche disponibili. Lo sviluppo evolutivo degli insetti è anche strettamente legato a quello delle piante da fiore (angiosperme), dato che il 20% degli insetti dipende dai fiori, dal nettare o dal polline per l'alimentazione.

### Devoniano
Il Devoniano è compreso tra 419,2 ± 3,2 e 358,9 ± 0,4 milioni di anni fa (Ma), preceduto dal Siluriano e seguito dal Carbonifero. Il Devoniano fu un periodo relativamente caldo e probabilmente privo di ghiacciai. La ricostruzione della temperatura superficiale delle acque del mare in base alla distribuzione dei Conodonti negli strati di apatite, indica un valore di 30 °C nel Devoniano inferiore. Il livello dell'anidride carbonica nell'aria si abbassò notevolmente perché lo sviluppo delle neonate foreste sottrasse il carbonio dall'atmosfera e con la caduta nel terreno degli alberi, lo fissò nei sedimenti. Questo può anche spiegare la causa del raffreddamento di circa 5 °C che si verificò nel Devoniano medio. Nel tardo Devoniano la temperatura ritornò ai valori del primo periodo.
Questo ambiente accoglieva già insetti: Rhyniognatha hirsti è l'esapodo conosciuto più antico, risalente a quell'era. Questa specie possedeva già delle mandibole bicondilari, peculiarità degli insetti alati, suggerendo che le ali si fossero già evolute in quel periodo. Di conseguenza, il primo insetto sarebbe probabilmente apparso in un periodo antecedente, cioè alla fine del Siluriano, quando i primi artropodi terrestri migrarono fra le piccole piante apparse sulla terraferma già nell'Ordoviciano (460 Ma ca.). Come altri insetti di quell'epoca, il Rhyniognatha si nutriva presumibilmente dello sporofillo, una foglia che porta gli sporangi, l'organo che produce le spore, che tagliava grazie alle sue mandibole. Nello stesso giacimento di Rhynie in Scozia sono stati rinvenuti fossili di acari, trigonotarbidi e di un tipo di ragno primitivo.
Nell'anno 2012 è stato rinvenuto il primo insetto completo datante del Devoniano superiore (382-359 Ma) a Gesves, in Belgio, nella formazione chiamata Bois des Mouches che data del Famenniano. Questo insetto sembra che avesse una dieta onnivora. La nuova specie, denominata Strudiella devonica, presenta sezioni del corpo, zampe ed antenne, anche se gli organi riproduttivi non si sono conservati e non ha ali, forse perché si tratta di un esemplare giovanile.
Alla fine del Devoniano scomparve circa il 60% delle specie allora viventi, in seguito a un'estinzione di massa che alcuni studiosi attribuiscono, come quella dei dinosauri nel Cretaceo, all'impatto di un asteroide con la Terra.

### Carbonifero

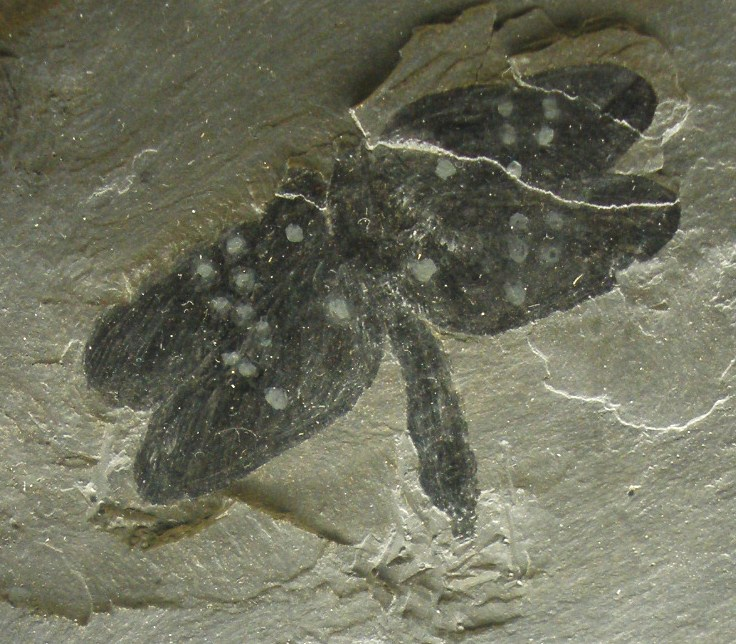
Homaloneura (Palaeodictyoptera). Carbonifero.

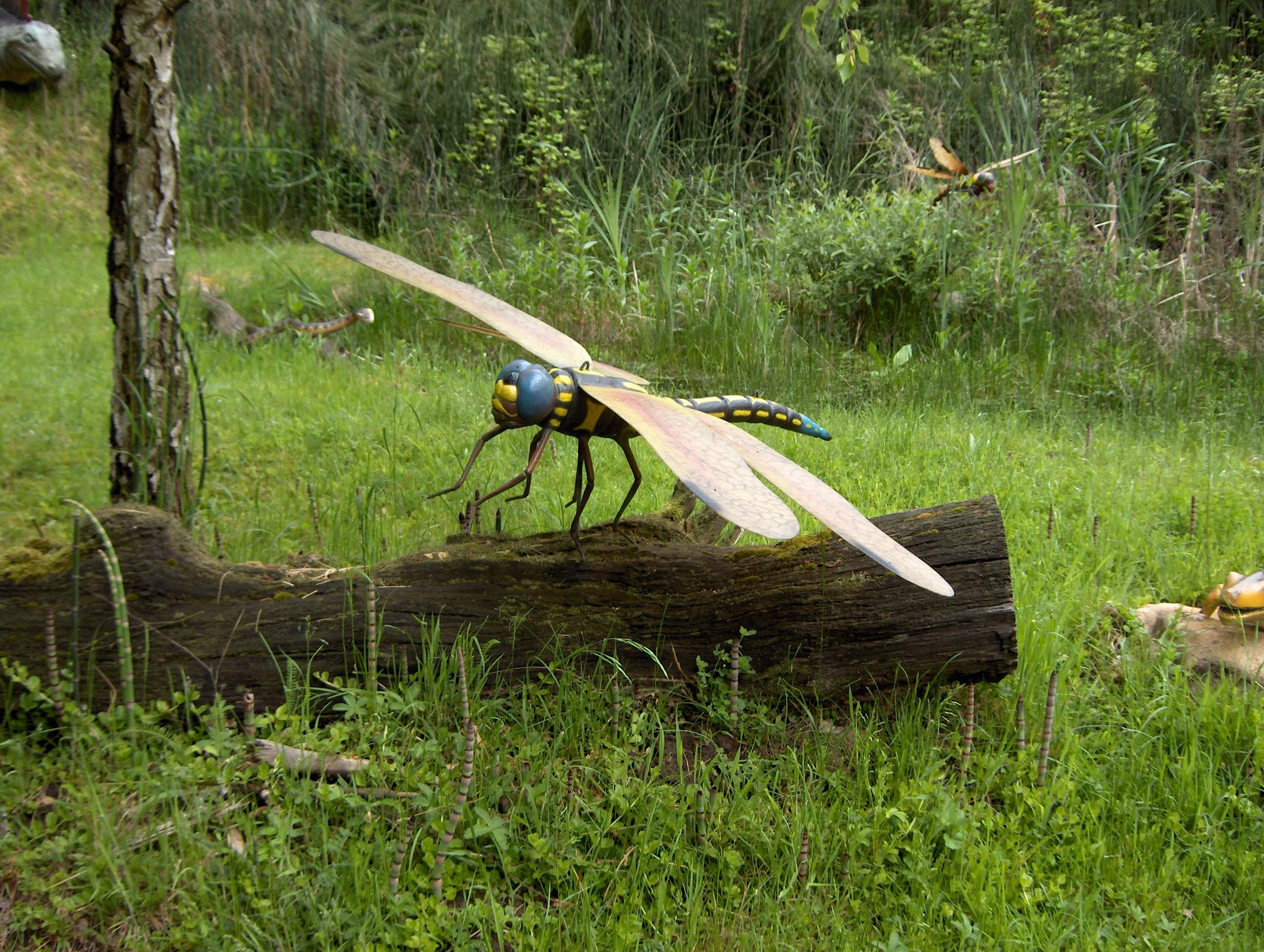
Ricostruzione di Meganeura del Carbonifero e del Permiano.

Il Carbonifero è compreso tra 358,9 ± 0,4 e 298,9 ± 0,15 milioni di anni fa (Ma), preceduto dal Devoniano e seguito dal Permiano.
La flora del Carbonifero, inizialmente simile a quella dell'Ordoviciano superiore, sviluppò rapidamente nuove specie e divenne estremamente ricca e vigorosa. Tra i molluschi si verifica un continuo sviluppo dei cefalopodi, mentre tra gli artropodi sono in regresso i trilobiti. Nelle acque dolci vivevano crostacei fillopodi e gasteropodi polmonati. Sulla terraferma erano presenti grandi artropodi: scorpionidi, aracnidi, miriapodi e insetti.
Resti di insetti si trovano nei giacimenti di carbone datanti di questa era, in particolare sono comuni le ali di scarafaggi (Blattodea), con una notevole abbondanza nei giacimenti di Mazon Creek (Stati Uniti) e Commentry (Francia). Molti degli insetti dotati di ali più antichi datano di questo periodo.
Il superordine Palaeodictyopteroidea sono un ampio e diversificato gruppo che include almeno il 50% di tutti gli insetti noti del Paleozoico, il che include i precedentemente menzionati Blattodea, i Caloneurodea, degli Ephemeroptera primitivi, gli Orthoptera. Integrano molte delle funzioni primitive presenti a quell'epoca: lunghi cerci, un ovopositore ed ali con o senza lobi anali. I Paleodittiotteri del Carbonifero -un ordine di insetti Palaeodictyopteroidea fossili- sono stati a lungo considerati gli antenati dei Pterygota. Si ritiene che i Paleodittiotteri avessero il capo grosso, rotondato e fornito di antenne semplici e corte. Gli occhi, bene sviluppati, erano composti e l'apparato boccale atto alla masticazione. Nel torace i due ultimi segmenti recavano ali, senza differenziarsi coi precedenti. Le quattro ali avevano nervature semplici e non sembra fossero molto mobili. 
Le tre paia di zampe erano eguali fra di loro, robuste, atte alla corsa e terminate da tarso con pochi articoli. L'addome era sessile, diviso in undici uriti. In talune forme, al lato ventrale degli uriti XVIII o IX. si trovavano anche appendici comparabili alle gonapofisi di molte specie attuali.
Gli scarafaggi primitivi avevano un torace ampi, ali dure con un'evidente vena CuP (una vena alare senza diramazioni e che raggiunge il margine posteriore dell'ala). Vi erano differenze con le blatte moderne: queste possedevano un ovopositore, anche se quest'organo è andato scomparendo durante il Carbonifero. Gli ordini Caloneurodea e Miomoptera sono, assieme agli Orthoptera e Blattodea, fra i primi Neoptera che si sono sviluppati fra il Carbonifero superiore ed il Permiano.
I Protodonata sono un raggruppamento parafiletico primitivo simile agli Odonata. Molti erano solo leggermente più grossi delle moderne libellule, ma il gruppo non include anche gli insetti più grandi conosciuti, come la Meganeura monyi, il Megatypus del Carbonifero superiore oppure come l'ancora più grande Meganeuropsis permiana del Permiano, con un'apertura alare di 71 cm.

### Permiano

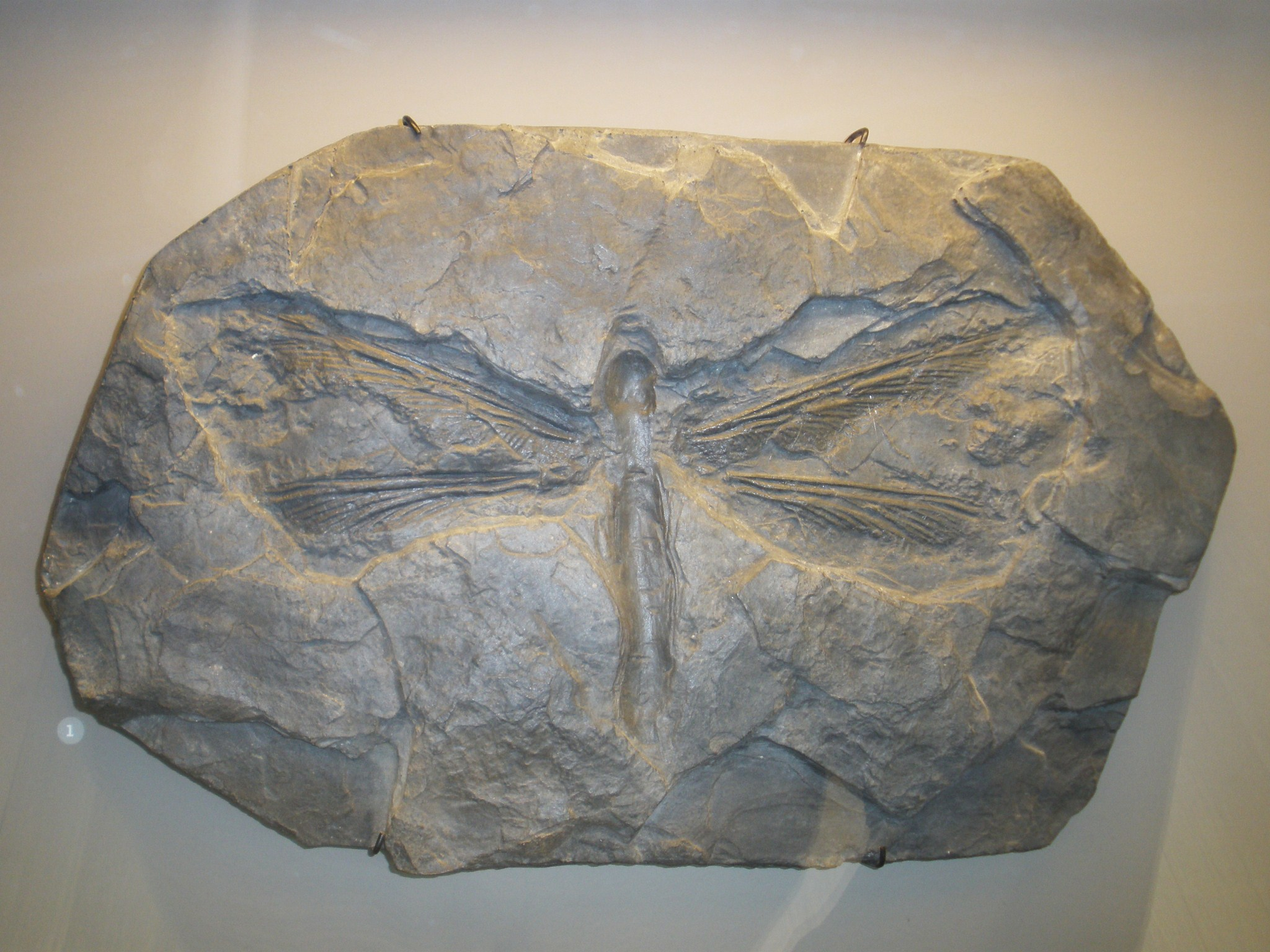
Meganeuridae (Neodonatoptera). Permiano.

Il Permiano è l'ultimo dei sei periodi in cui è divisa l'era geologica del Paleozoico e si estende da 298,9 ± 0,15 a 252,17 ± 0,06 milioni di anni fa. Il Permiano vede le terre emerse riunite in una grande massa continentale chiamata Pangea.
Durante questa era, molte delle specie del Carbonifero si sono diversificate e numerosi nuovi ordini sono apparsi. Fra questi nuovi ordini, elenchiamo: Protelytroptera, Plecoptera primitivi (Paraplecoptera), Psocoptera, Mecoptera, Coleoptera, Raphidioptera e Neuroptera. Gli ultimi quattro ordini sono i primissimi Oligoneoptera registrati.
Uno studio del 2007 basato sulla raccolta del DNA di blatte attuali ha permesso di stabilire che gli scarafaggi moderni hanno iniziato la loro evoluzione del Permiano inferiore, circa 299 Ma. Nel 2009, uno scarafaggio fossile da Mazon Creek era stato datato al Pennsylvaniano, spingendo l'apparizione dei Blattodea a una data anteriore. I Blattoptera, progenitori degli scarafaggi, avevano sei zampe veloci, due ali pieghevoli ben sviluppate, una buona vista, delle lunghe antenne olfattorie, un sistema digestivo onnivoro una sacca per conservare lo sperma, un esoscheletro chitinoso resistente agli agenti esterni. Tutte queste caratteristiche fisiche davano ai blattopteri un vantaggio sulle altre specie di insetti, tant'è che il 90% degli insetti del Permiano erano blattotteri.
Gli anisotteri Odonata erano il predatore aereo dominante e probabilmente dominavano anche i predatori terrestri. Sono apparsi durante il Permiano, avendo come origine i fossili alati più antichi del Devoniano.
L'insetto più antico che somiglia ad un coleottero data del Permiano inferiore (270 Ma). Aveva antenne a 13 segmenti, un'elitra con venature più sviluppate e nervature longitudinali più irregolari che nei coleotteri attuali. L'addome e l'ovopositore si estendevano oltre l'apice dell'elitra.
I Rincoti erano divisi fra Arctiniscytina e Paraknightia; questi ultimi svilupparono un grosso ovodepositore, lobi al pronoto, ali anteriori con venature inusuali il che indica un possibile distanziamento dai Blattoptera. Gli ordini Raphidioptera e Neuroptera sono raggruppati sotto Neuropterida. Famiglie primitive di plecotteri (Plecoptera) avevano le venature delle ali che sono rimaste consistenti nell'ordine coi più recenti discendenti.

#### Estinzione di massa della fine del Paleozoico
Alla fine del Permiano si è verificata l'estinzione di massa del Permiano-Triassico, la più drammatica estinzione di massa della storia della Terra, una crisi biologica che ha interessato un gran numero di organismi, soprattutto marini: si ipotizza che il 95% delle forme di vita del Permiano si estinsero prima del Triassico inferiore, se ci si basa sui fossili marini. È più difficile stimare l'estinzione delle specie terrestri, anse se si pensa che globalmente il 49% delle famiglie paleozoiche e il 72% dei generi scomparvero durante l'estinzione di massa, contro il tasso medio di estinzione del 17% degli altri periodi.
Il tasso di estinzione degli insetti è ancor più difficile da stimare, dato che praticamente tutti gli ordini erano parafiletici e quindi è difficile valutare quali linee sono sopravvissute nel Mesozoico. Di certo il gruppo monofiletico Paleodyctiopterodea si estinse quasi completamente alla fine del Permiano, anche se il Thuryngopteryx del Triassico può essere visto come un sopravvissuto di quel gruppo. Difatti la maggior parte degli ordini di insetti sopravvisse alla maggiore estinzione di massa di tutti i tempi, anche se la ripresa fu lenta e si proseguì durante tutto il Triassico.

### Triassico

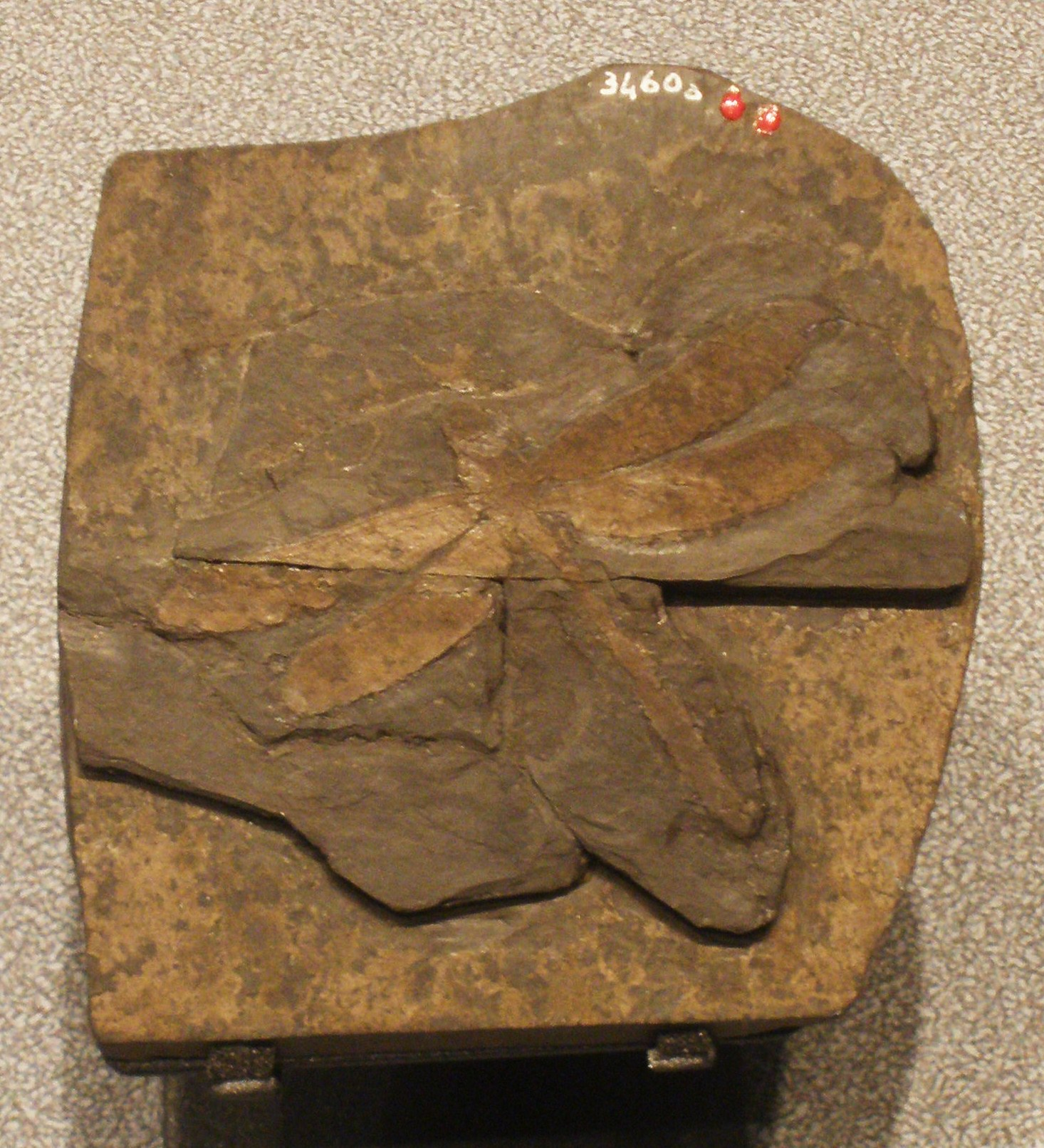
Italophlebia gervasuttii (Triassolestidae) da Riva di Solto (BG). Triassico superiore.

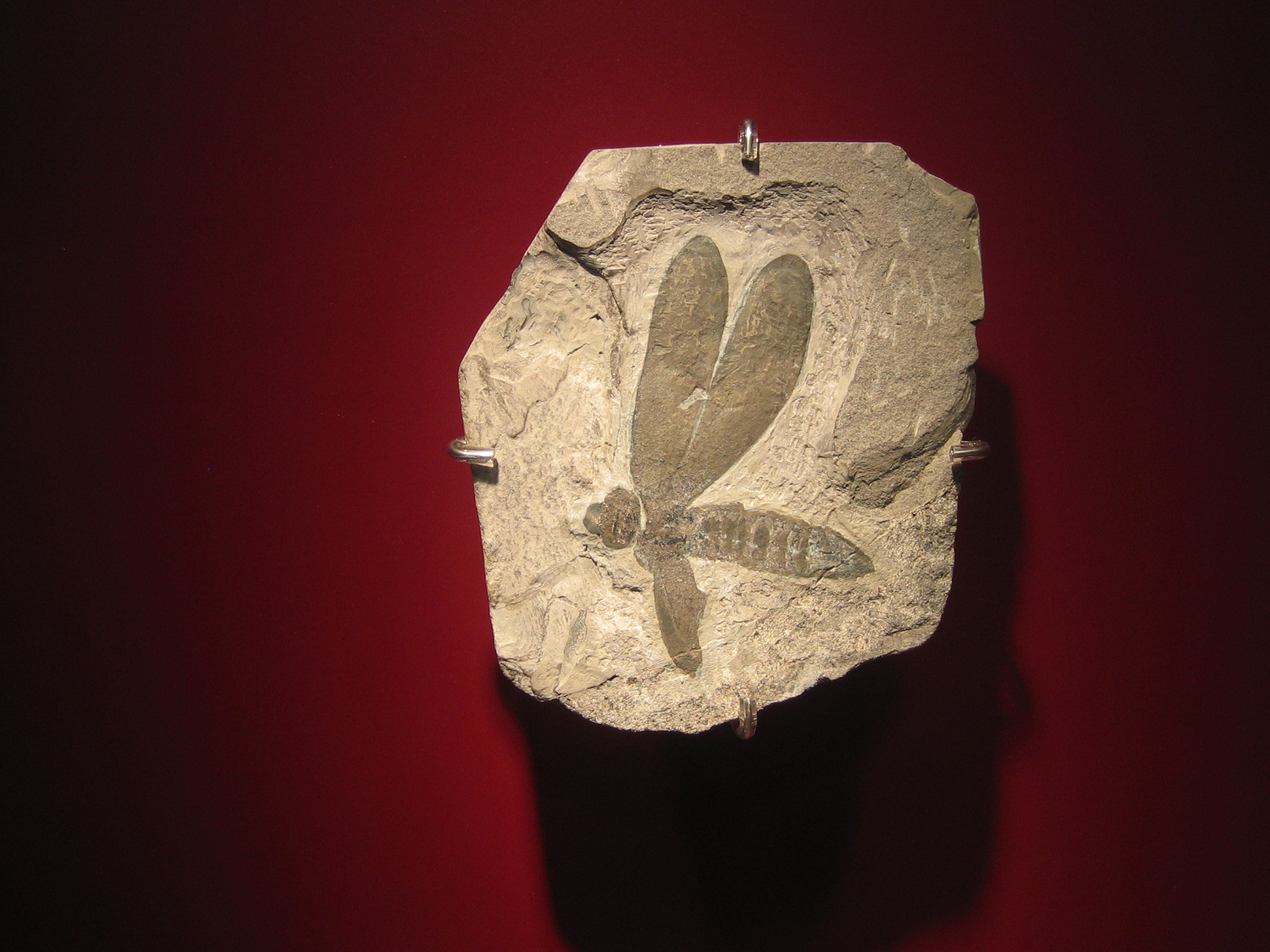
Caloneura dowsoni (Caloneurodea), Pennsylvaniano.

Il Triassico il primo periodo del Mesozoico o Era Secondaria, compreso tra 252,17 ± 0,06 e 219,6 ± 0,6 milioni di anni fa.
L'estinzione alla fine del Permiano segna profondamente tutto il Triassico che viene visto generalmente come un periodo di riorganizzazione e riconquista della biosfera. Meno del 5% degli organismi marini sopravvisse all'estinzione e passarono quasi 30 milioni di anni prima che si ristabilisse una forma articolata di nuovi organismi. Come conseguenza vi sono pochissimi fossili d'insetti datanti dell'inizio del Triassico, con poche eccezioni: nella Russia europea, nel sito di Babiy Kamen nel bacino di Kuznetsk, sono stati rinvenuti numerosi fossili di Blattodea ed anche un esemplare intero del subordine Archostemata in condizioni di conservazione quasi perfette. Malgrado ciò, specie delle famiglie delle Cupedidae e delle Schizophoroidae non sono presenti su questo sito, anche se spiccano per numero altri giacimenti di fossili del Triassico inferiore, come a Khey-Yaga, nel bacino del Korotaicha.
Nel Triassico medio apparvero le prime vere specie di Diptera, le antenate delle mosche, sviluppandosi rapidamente nel Triassico medio e superiore. Un'unica grande ala di Diptera del Triassico (10 mm invece degli abituali 2–6 mm) è stata trovata sul monte Crosby, in Australia. Si riscontrano specie fossili di Anisopodidae, Chironomidae e Tipulidae.
Nel Triassico superiore si svilupparono specie di insetti micofaghe, come le Cupedidae, mentre apparvero specie che si cibavano di alghe, come le Triaplidae e le Hydrophilidae. Apparvero le prime calandre (Obrienidae) e i primi rappresentanti della famiglia Staphylinidae, che non mostravano grosse differenze fisiche rispetto alle specie moderne. Nel Triassico appaiono due ordini a metamorfosi completa: Coleotteri e Megalotteri.  Fra i Coleoptera, si registrano anche i primi Carabidae e Trachypachidae. Per la prima volta apparvero anche gli insetti di acqua dolce.
Alcune fra le famiglie più antiche di insetti apparvero durante il Triassico. Degli Hemiptera, si riscontrano rinvenimenti di Cercopidae, Cicadellidae, Cixiidae e Membracidae, fra gli Hymenoptera, le Xyelidae, oltre a specie di libellule Heteroptera e Thysanoptera.
Verso la fine del Triassico, circa 213-208 milioni di anni fa, una nuova crisi biologica probabilmente correlata con variazioni climatiche a seguito della progressiva frammentazione del supercontinente Pangea dell'aumento dell'attività vulcanica a scala globale, portò all'estinzione di moltissime specie viventi, di antichi rettili e anfibi, nonché di dinosauri.

### Giurassico

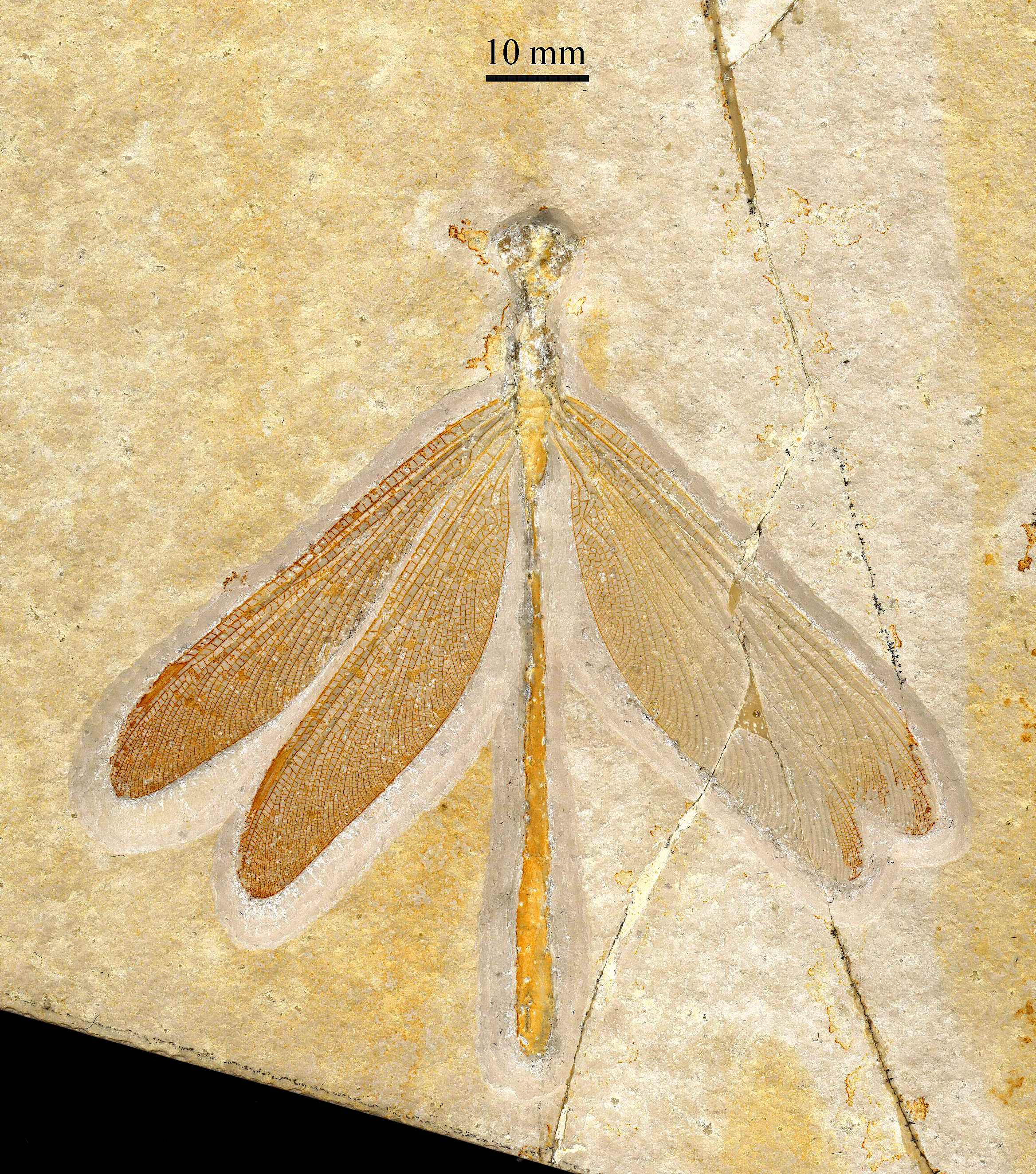
Stenophlebia latreillei (Stenophlebiidae), Giurassico superiore

Il periodo Giurassico si estende da 199,6 ± 0,6 a 145,0 milioni di anni fa. 
Durante il Primo Giurassico, il supercontinente della Pangea si divise in un supercontinente del nord, la Laurasia ed uno del sud, la Gondwana; il Golfo del Messico si aprì nella nuova spaccatura tra Nord America e quella che ora è la penisola dello Yucatan del Messico. Il Nord dell'Atlantico era relativamente ristretto, mentre l'Atlantico del sud non si aprì fino al successivo periodo Cretaceo, in cui la Gondwana stessa si divise. I climi erano caldi, senza nessun segno di ghiacciai. Come nel Triassico, non c'era apparentemente nessuna terra vicina ai poli, e non esisteva alcuna calotta polare estesa. Le aride e continentali condizioni caratteristiche del Triassico si addolcirono durante il periodo Giurassico, specialmente alle alte latitudini; il clima umido e molto caldo, permettendo alla giungla di coprire gran parte del paesaggio, il che favorì lo sviluppo di numerose specie di insetti. Le Conifere dominavano la flora, come nel Triassico; erano il gruppo più diversificato e rappresentavano la maggior parte dei grandi alberi. Durante il Giurassico si svilupparono anche gli uccelli, uno dei predatori principali degli insetti.
Numerosi sono i giacimenti di fossili datanti di questo periodo: si contano più di 150 importanti siti con insetti fossili, di cui la maggior parte è situata in Europa dell'Est e nell'Asia settentrionale.
Il Giurassico ha visto un impressionante aumento della diversità fra le famiglie di Coleoptera, con uno sviluppo delle specie carnivore ed erbivore. Si pensa che le specie fitofaghe della superfamiglia Chrysomeloidea si siano sviluppate in questo periodo a causa dell'aumento del numero di possibili piante ospiti, dalle cicadi e le conifere alle angiosperme. Verso la fine del Giurassico, il numero di Cupedidae decrebbe, anche se il numero di specie fitofaghe aumentò.

### Cretaceo

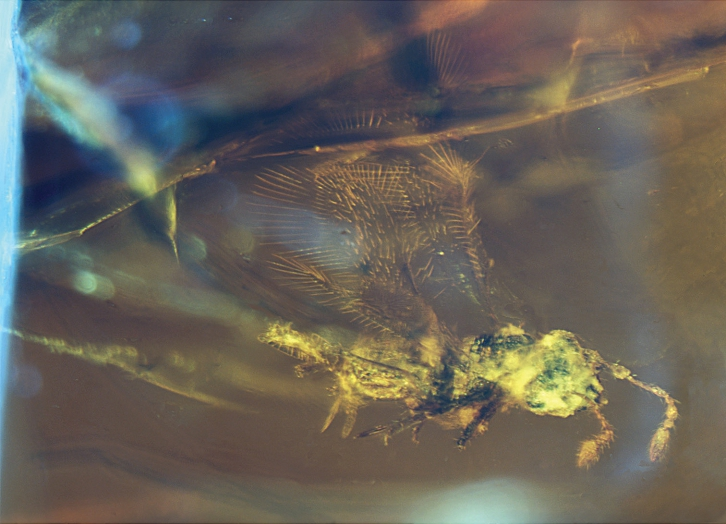
Carpenteriana tumida (Hymenoptera) racchiusa nell'ambra. Cretaceo.

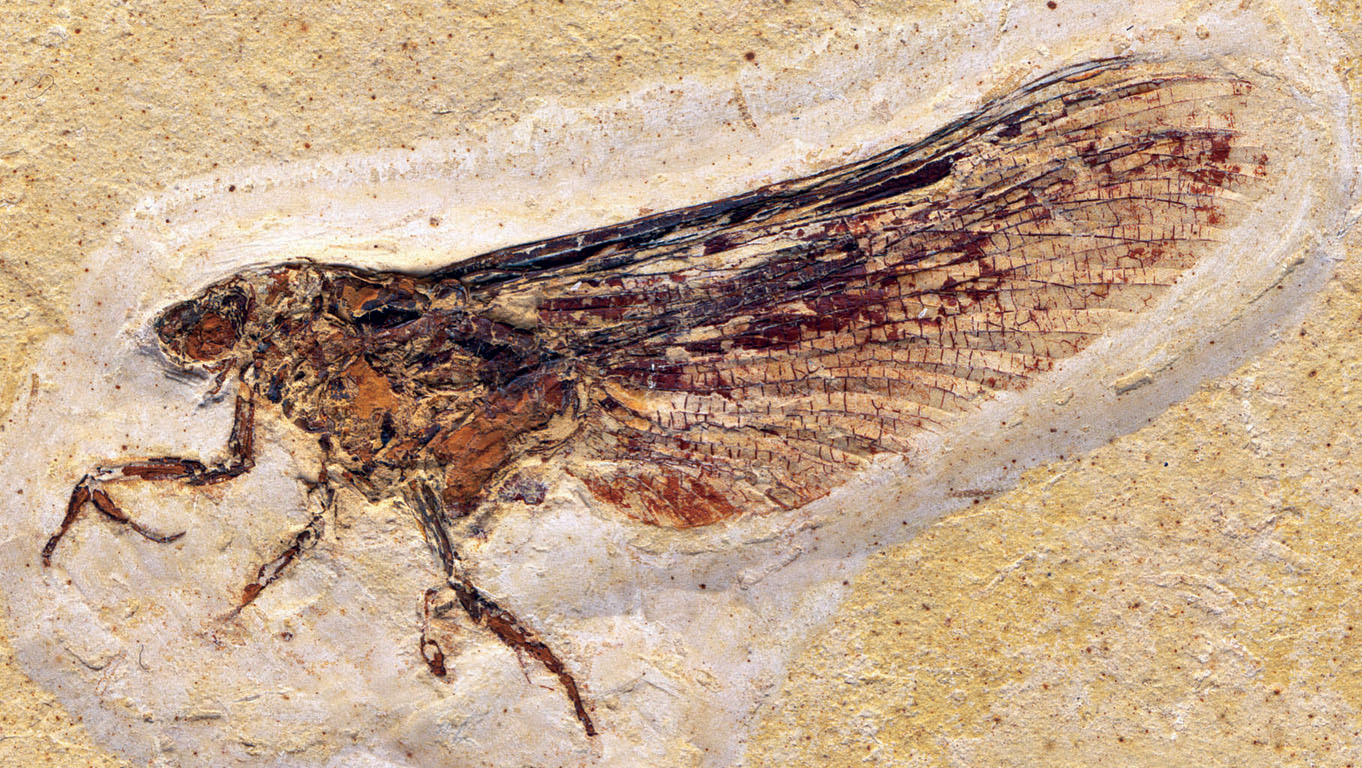
Mickoleitia longimanus (Coxoplectoptera). Cretaceo.

Il Cretaceo è compreso tra 145 e 66 milioni di anni fa. 
Per la sua durata, di circa 80 milioni di anni, è il più lungo periodo dell'eone Fanerozoico ed è anche più lungo dell'intera era successiva del Cenozoico, il quale include il periodo attuale.
I continenti hanno continuato a separarsi e l'oceano Atlantico si è via via ampliato e fatto più profondo. Questo movimento tettonico ha favorito la diversificazione delle specie. All'inizio del Cretaceo inferiore, nel Berriasiano, il clima si è raffreddato, seguendo una tendenza avviata alla fine del Giurassico. Nevicate erano comuni alle alte latitudini, con ghiacciai sulle montagne, e i tropici divennero più umidi che nelle ere precedenti.
I vertebrati raggiunsero durante il Cretaceo una posizione di predominio inedita, specialmente sulle terre emerse; i rettili raggiunsero il loro apogeo, realizzando forme tra le più gigantesche che mai siano vissute e raggiungendo il massimo grado di specializzazione (Tyrannosaurus, Ceratopsidae, Pteranodon, ecc.). Sempre da rettili, in questo periodo si diffusero gli uccelli (ancora dentati), originatisi dai dinosauri durante il precedente Giurassico. Le piante terrestri del Cretaceo sono ben conosciute soltanto nelle regioni dove si hanno successioni continentali, ricche di angiosperme dicotiledoni. La flora cretacica è pertanto abbastanza simile a quella attuale, essendovi rappresentate molte delle classi del regno vegetale.
Vi sono numerosi fossili di scarabei risalenti a questo periodo, molti dei quali si trovano in Europa e in Asia, che corrispondevano a zone temperate durante il Cretaceo. 
La diversità delle Cupedidae e delle Archostemata è diminuita considerabilmente durante l'era, così come le Gyrinidae, anche se altri tipi di coleotteri, come le Dytiscidae erano ancora meno numerosi. Di contro, le specie di Coptoclavidae erano molto numerose e si nutrivano delle larve acquatiche di mosche. Contemporaneamente, appaiono anche le prime specie con un adattamento allo stile di vita acquatico sia delle larve che degli adulti.
I coleotteri predatori hanno iniziato a distribuirsi sul globo: le Carabidae predominavano nelle regioni più calde, mentre le Staphylinidae le Elateridae preferivano aree più temperate. Le specie di Cleroidea e Cucujoidea cacciavano sotto le cortecce degli alberi, assieme alle Buprestidae. La diversità di queste ultime aumentò rapidamente durante il Cretaceo, dato che si nutrivano principalmente di legno; i coleotteri dalle lunghe corna Cerambici erano di contro parecchio rari e la loro diversità crebbe solamente nel Cretaceo superiore. Del Cretaceo superiore sono anche le prime testimonianze di scarabei coprofagi, che probabilmente vivevano negli escrementi dei dinosauri erbivori, anche se questo tema è ancora disputato poiché questi scarabei sono sempre legati ai mammiferi durante il loro sviluppo.
Alla fine del periodo si ebbero estinzioni di massa, tra cui quella dei dinosauri non aviari e delle ammoniti, marcata dall'anomalia dell'Iridio associata alla caduta di un meteorite nello Yucatán. Di conseguenza soltanto un numero esiguo di famiglie nate durante il Cretaceo, sono sopravvissute fino ai nostri giorni.

### Paleogene

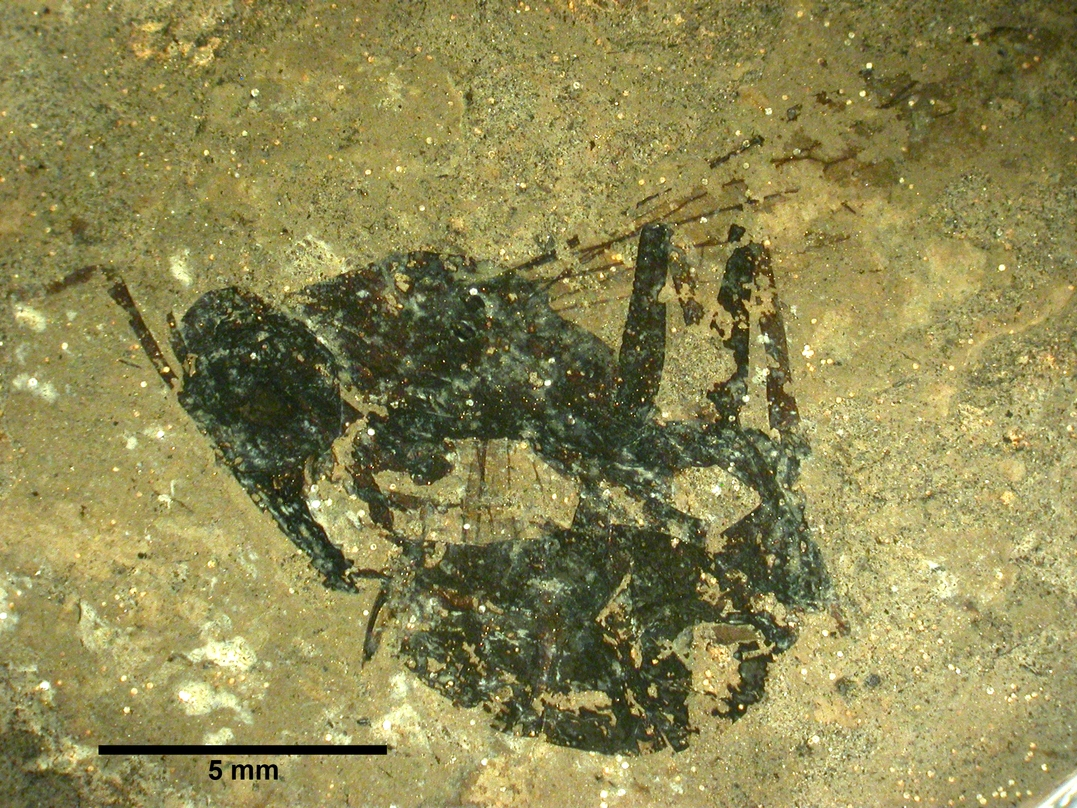
Archimyrmex wedmannae (Formicidae), Eocene.

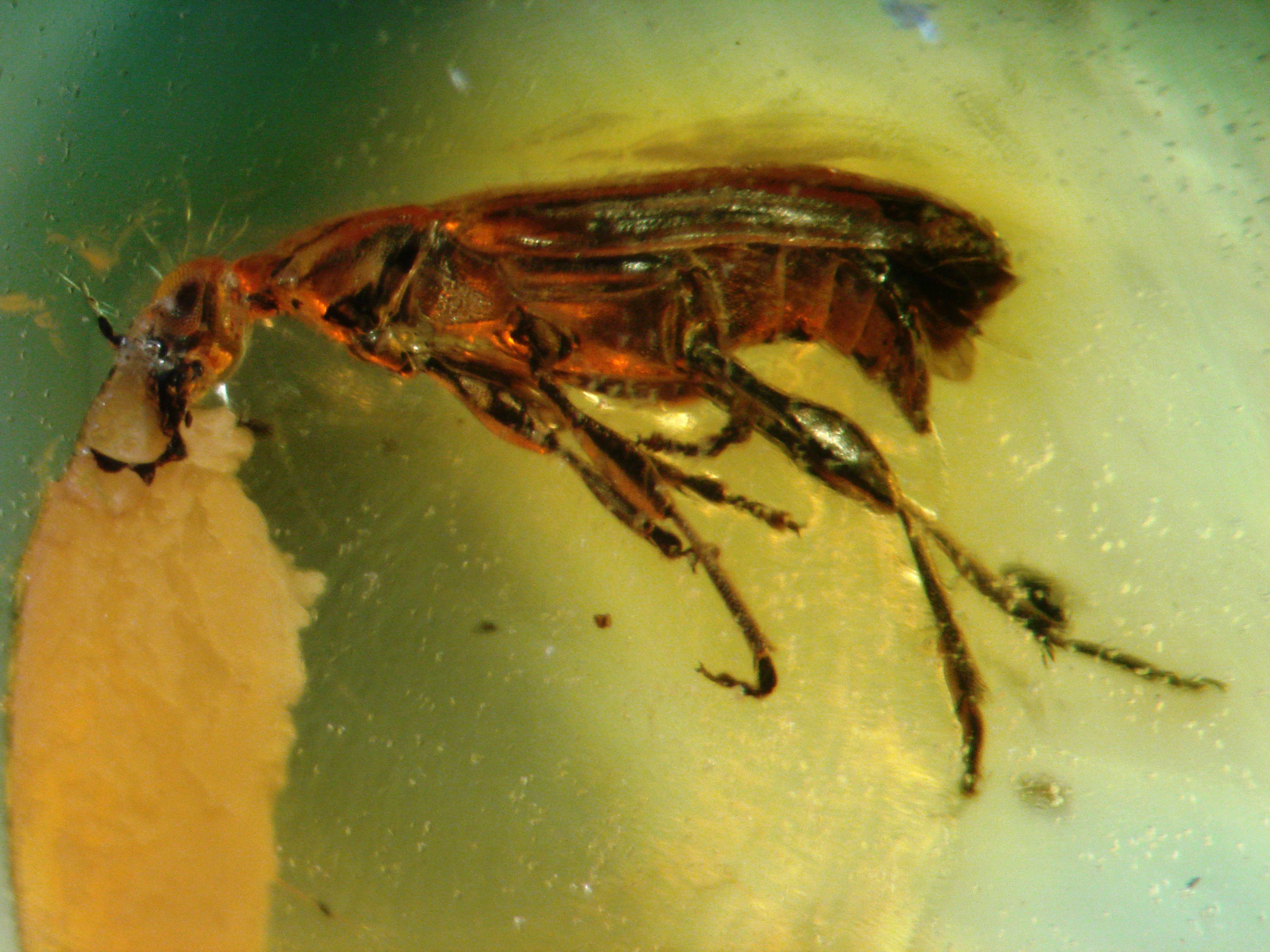
Scraptiidae (Coleoptera) racchiuso nell'ambra baltica. 50Ma.

Il Paleogene è il periodo compreso tra 66 e circa 23,03 milioni di anni fa.
Ebbe una durata di circa 43 milioni di anni e fu caratterizzato dalla grande evoluzione dei mammiferi che, a partire dalle piccole e poco importanti specie del Cretacico, si svilupparono in modo notevole. Si divide in Paleocene, Eocene e Oligocene.
Durante il Paleogene si completò la frammentazione della Pangea, iniziatasi nel precedente Cretaceo. Tra circa 60 e 55 Ma, il Nord America e la Groenlandia si separarono definitivamente dall' Eurasia, aprendo il mare Norico e l'oceano Indiano e l'Atlantico proseguirono la loro espansione chiudendo l'oceano Tetide. L'Australia e l'India cominciarono a spostarsi verso Nord-est, così l'Australia si separò dall'Antartide. L'Antartide rimase invece nella regione del Polo Sud dove si era posizionato dall'epoca della formazione della Pangea, circa 280 Ma.
All'inizio del Paleogene le temperature erano relativamente elevate e raggiunsero il loro massimo durante il breve periodo denominato Massimo termico del Paleocene-Eocene. Il clima era caldo e la vegetazione tropicale poté spingersi fino al circolo polare artico e antartico; questo favorì una diversificazione delle specie animali, inclusi gli insetti. Alla fine dell'era, le temperature scesero rapidamente. In un milione di anni, durante l'Eocene, il clima divenne sostanzialmente più secco e freddo: alle alti latitudini comparvero le gelate invernali, la vegetazione tropicale si restrinse verso le zone equatoriali, mentre cominciò a svilupparsi un nuovo tipo di paesaggio fatto di bosco misto, simile a quello che copre oggi il Canada o il Nord Europa. 
I boschi a foglia larga e caduca, che si erano sviluppati fino alle regioni polari, furono gradatamente sostituiti da boschi di conifere nelle regioni settentrionali dell'Europa, Asia e America. Si formò la calotta polare antartica e l'estensione dei ghiacciai produsse un abbassamento del livello del mare. Il clima decisamente più freddo si rivelò ostile per molte delle specie che si erano evolute durante i periodo più caldi.
Durante il Paleogene si ebbe l'esplosiva radiazione adattativa dei mammiferi, probabilmente dovuta alla precedente transizione biotica dell'estinzione al passaggio Cretaceo-Terziario. 
Gli Uccelli si diversificarono in modo marcato e fecero la loro comparsa nuove specie di foraminiferi e la nummulite che caratterizza il periodo.
Molti fossili di scarabei datano da quest'era. La fauna degli insetti del Paleocene è poco conosciuta rispetto a quella dell'Eocene. La ragione sta nella presenza di esemplari racchiusi nell'ambra fossile e nei sedimenti di argilla. La presenza di scarabei è confermata dai resti di ambra fossile datante dell'Oligocene nelle regioni Baltiche e nella Repubblica Dominicana. Anche se gli insetti racchiusi nell'ambra somigliano molto a specie attuali, non è ancora chiaro geneticamente se siano realmente conspecifici. In un'ambra baltica, è stata trovata una pulce (Pulex) priva di occhi, probabilmente ectoparassita dei mammiferi. I fossili più importanti di questo periodo si registrano invece nei giacimenti della Formazione di Fur, in Danimarca, che racchiudono formiche giganti e le prime falene (Noctuidae).
Le prime farfalle appaiono nell'Oligocene, mentre molti generi di scarabei e coleotteri attuali esistevano già all'inizio del Miocene ( 23,03 Ma), anche se la loro distribuzione era completamente diversa rispetto ad oggi.

### Neogene

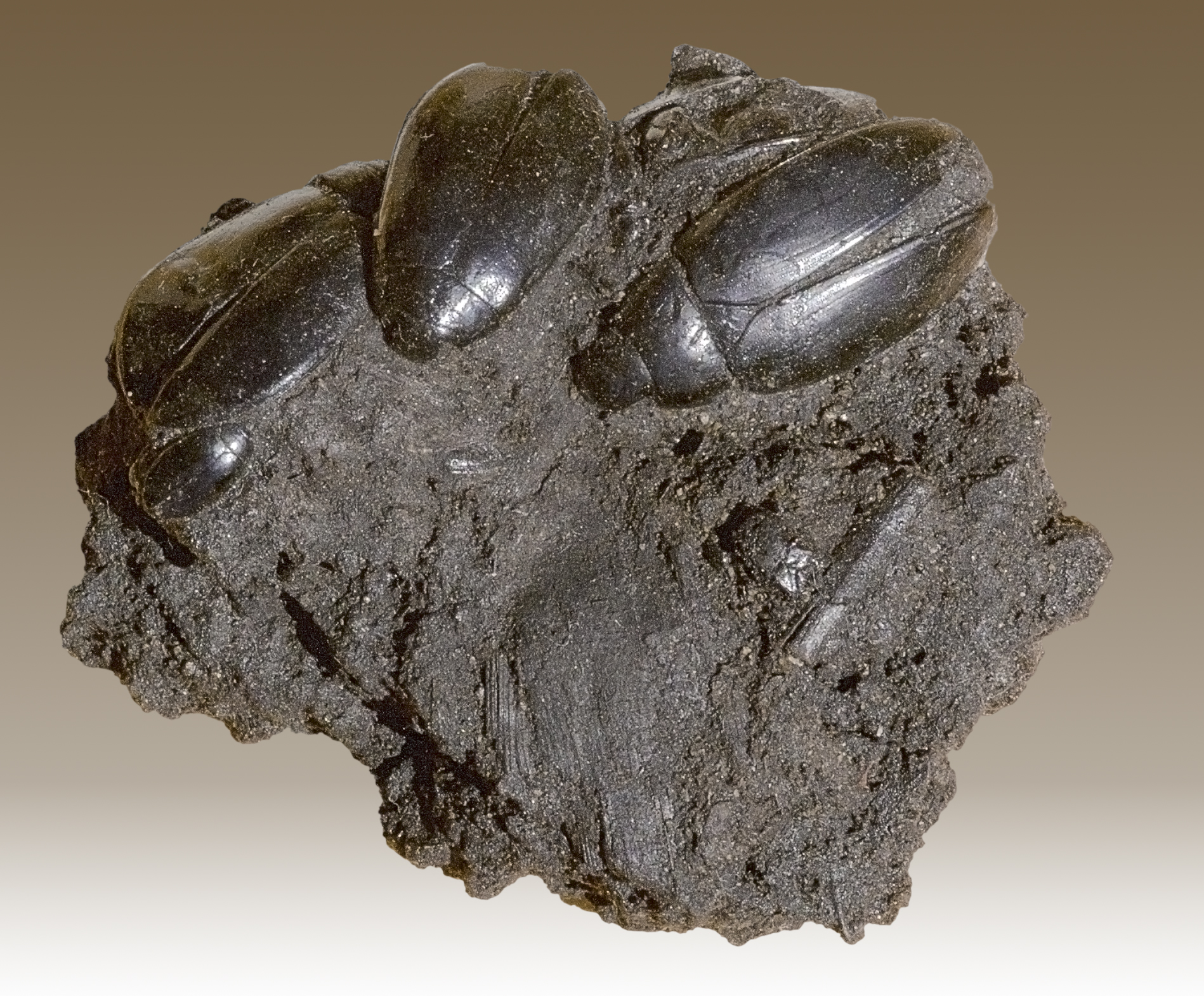
Hydrophilius sp. (Hydrophilidae) da La Brea Tar Pits, California. Pleistocene (ca. 35000 anni fa).

Il Neogene è il periodo compreso fra 23,03 Ma ed il Quaternario, iniziato 2,588 Ma. Si ebbe un'ulteriore proliferazione di mammiferi e uccelli simili agli attuali, molte specie di invertebrati e condizioni climatiche ben differenziate con un progressivo raffreddamento che culminò nelle glaciazioni del Quaternario e l'apparizione dei primi ominidi. I cambiamenti climatici esercitarono una profonda influenza sulla fauna terrestre, sia di grandi che di piccole dimensioni. Il Neogene in effetti fu caratterizzato da una grande radiazione adattativa di rane, topi e ratti, serpenti e passeriformi. Le rane e i rospi sfruttarono la loro lunga lingua per catturare gli insetti; a sua volta la proliferazione delle rane e dei roditori favorì lo sviluppo dei serpenti, tra i pochi predatori capaci di inseguirli negli stretti cunicoli delle loro tane. L'espansione dei passeriformi fu legata sia alla loro capacità di catturare gli insetti, che alla proliferazione delle graminacee.
Gli insetti sono presenti nei siti del Miocene nei giacimenti che corrispondono a zone temperate e subtropicali. Molti generi e specie attuali esistevano già durante il Miocene, anche se distribuite differentemente rispetto ad oggi. Uno dei giacimenti più importanti per gli insetti data del Pliocene (l'epoca più recente del Neocene), a Willershausen nei pressi di Gottinga, con fossili molto ben conservati di rappresentanti di numerose famiglie di coleotteri: Curculionoidea, Cerambycidae e Coccinellidae. Nei depositi di argilla di Willershausen, si contano 35 genera da 18 famiglie di coleotteri, sei dei quali sono oggi estinti. La fauna di scarabei del Pleistocene è particolarmente ben conosciuta ed è servita a ricostruire le condizioni climatiche delle Montagne Rocciose e della Beringia, l'istmo che collegava l'Alaska e la Siberia durante le ere glaciali del Pleistocene.
Anche in Italia si sono trovate molte specie di insetti appartenenti a questo periodo, particolarmente nel Vicentino (Monte Bolea, Novale, dell'Eocene medio; Chiavon e Salcedo, dell'Oligocene), in Sicilia (Melilli e diverse località dove si è trovata ambra fossile del Miocene medio; Girgenti del Miocene superiore), nelle vicinanze di Roma (Vaticano e Parcareccia, del Pliocene) e nelle provincie di Pisa e Livorno, che, come i ritrovamenti nelle Marche (Sinigallia, Ancona), in Lombardia (Montescano) e in Piemonte (Guarene) spettano tutte al Miocene superiore.

## Antenati lontani
Gli antenati lontani degli insetti volanti sono specie con proto-ali primitive. Si pensa che i primi antenati degli insetti, sprovvisti di ali, non avessero molto successo, con un ciclo vitale forse ametabolico e stadi come quelli dei tisanuri (Thysanura), senza metamorfosi. Gli individui si sviluppavano gradualmente mentre invecchiavano, al filo delle mute, ma probabilmente senza grandi cambiamenti anatomici.
Se gli insetti primitivi non variavano molto anatomicamente fra individui giovanili ed adulti, male si adattavano ai cambiamenti di nicchie ecologiche. Gli adattamenti a nuove nicchie e la conseguente diversificazione delle specie è sopravvenuta quando le differenze si sono fatte significative. Questo è avvenuto probabilmente perché gli individui adulti erano più competitivi di quelli giovanili, avendo un corpo simile ma più forte. Così le fasi giovanili si sono ridotte, per raggiungere in tempi più brevi la forma adulta; la conseguenza è che gli individui non si sviluppavano più nella forma adulta nelle uova, con forme larvali intermedie ed aggiungendo sempre più differenze anatomiche durante la loro crescita. Questa tendenza evolutiva spiegherebbe come gli insetti primitivi si sono allontanati dagli Ametaboli per avvicinarsi agli Emimetaboli.